# Texas Bowl 2016
Match précédent Match suivant
Le Texas Bowl 2016 est un match de football américain de niveau universitaire joué après la saison régulière de 2016, le 28 décembre 2016 au NRG Stadium de Houston au Texas. 
Il s'agit de la 11e édition du Texas Bowl.
Le match met en présence les équipes des Aggies du Texas issue de la Southeastern Conference et des Wildcats de Kansas State issue de la Big 12 Conference.
Il débute à 20 h 10 locales (UTC−06:00) et est retransmis en télévision sur ESPN.
Sponsorisé par la société AdvoCare (en) spécialisée dans la nutrition et les performances dans le sport, le match est officiellement dénommé l' AdvoCare V100 Texas Bowl 2016.
Kansas State gagne le match sur le score de 33 à 28.

## Présentation du match
| Équipes                                                                                                | Conférences | Entraîneurs  | Stats. saison rég. | Classements avant le bowl (CFP/AP/Coaches) |
| --- | ----------- | ------------ | ------------------ | ------------------------------------------ |
| Aggies du Texas                                                                                        | SEC         | Kevin Sumlin | 8-4                | NC                                         |
| Wildcats de Kansas State                                                                               | B12         | Bill Snyder  | 8-4                | NC                                         |
| Arbitre : Jerry McGinn (Big Ten) Équipe donnée favorite par les bookmakers : Texas A&M par 3,5 points. |             |              |                    |                                            |

Il s'agit de la 16e rencontre entre ces deux équipes et c'est Texas A&M qui mène les statistiques avec 8 victoires pour 7 défaites avant le bowl.
La dernière rencontre a eu lieu en 2011 (victoire de Kansas State 53 à 50 après 4 prolongations).

### Aggies du Texas A&M
Avec un bilan global en saison régulière de 8 victoires pour 4 défaites, Texas A&M est éligible et accepte l'invitation pour participer au Texas Bowl de 2016.
Ils terminent 4e de la division West de la Southeastern Conference derrière Alabama, Auburn et LSU, avec un bilan en division de 4 victoires pour 4 défaites.
À l'issue de la saison 2016 (bowl compris), ils n'apparaissent pas dans les classements CFP , AP et Coaches.
Il s'agit de leur 2e participation au Texas Bowl. Ils avaient gagné le Texas Bowl 2011, 33 à 22 contre les Wildcats de Northwestern.

### Wildcats de Kansas State
Avec un bilan global en saison régulière de 8 victoires pour 4 défaites, Kansas State est éligible et accepte l'invitation pour participer au Texas Bowl de 2016.
Ils terminent 4e de la Big Ten Conference derrière Oklahoma, Oklahoma State et West Virginia, avec un bilan en match entre équipes de la conférence B10 de 6 victoires pour 3 défaites.
À l'issue de la saison 2016 (bowl compris), ils n'apparaissent pas dans les classements CFP , AP et Coaches.
Il s'agit de leur 2e participation au Texas Bowl. Ils avaient perdu le Texas Bowl 2006 37 à 10 contre les Scarlet Knights de Rutgers.

## Résumé du match
Début du match à 20 h 10 locales, fin à 23 h 41 pour une durée totale de 3 heures et 31 minutes.
Stade couvert, toiture fermée.
| QT          | Temps       | Drive       | Drive       | Drive       | Équipe      | Description de l'action | Score | Score |
| QT          | Temps       | Jeux        | Yards       | TDP         | Équipe      | Description de l'action | A&M   | KSU   |
| ----------- | ----------- | ----------- | ----------- | ----------- | ----------- | --- | ----- | ----- |
| 1           | 11:30       | 10          | 75          | 03:30       | A&M         | TD à la suite d'une course de 7 yards par QB Keith Ford + 1 point de conversion par K Daniel LaCamera                                         | 7     | 0     |
| 1           | 04:52       | 1           | 79          | 00:11       | KSU         | TD de 79 yards par WR Byron Pringle à la suite d'une réception de passe de QB Jesse Ertz + 1 point de conversion par K Ian Patterson          | 7     | 7     |
| 2           | 12:19       | 8           | 55          | 04:45       | KSU         | TD à la suite d'une course de 5 yards par QB Jesse Ertz mais la tentative de conversion à 1 point par K Ian Patterson échoue                  | 7     | 13    |
| 2           | 10:00       | 8           | 75          | 02:19       | A&M         | TD de 3 yards par WR Seals-Jones Richie à la suite d'une réception de passe de QB Trevor Knight + 1 point de conversion par K Daniel LaCamera | 14    | 13    |
| 2           | 06:13       | 7           | 49          | 03:47       | KSU         | FG de 40 yards par K Ian Patterson | 14    | 16    |
| 2           | 03:07       | 2           | 57          | 00:43       | KSU         | TD à la suite d'une course de 52 yards par WR Dominique Heath + 1 point de conversion par K Ian Patterson                                     | 14    | 23    |
| 3           | 06:55       | 10          | 90          | 04:01       | A&M         | TD de 4 yards par WR Josh Reynolds à la suite d'une réception de passe de QB Trevor Knight + 1 point de conversion par K Daniel LaCamera      | 21    | 23    |
| 3           | 02:48       | 9           | 71          | 04:07       | KSU         | FG de 25 yards par K Ian Patterson | 21    | 26    |
| 4           | 09:00       | 10          | 66          | 05:55       | KSU         | TD à la suite d'une course de 1 yard par QB Jesse Ertz + 1 point de conversion par K Ian Patterson                                            | 21    | 33    |
| 4           | 07:50       | 3           | 75          | 01:10       | A&M         | TD de 15 yards par WR Josh Reynolds à la suite d'une réception de passe de QB Trevor Knight + 1 point de conversion par K Daniel LaCamera     | 28    | 33    |
| Score final | Score final | Score final | Score final | Score final | Score final | Score final | 28    | 33    |

## Statistiques
| Statistiques par équipe                |                                          |                                      |
| Statistiques                           | A&M                                      | KSU                                  |
| 1er down                               | 25                                       | 17                                   |
| 1er down à la course                   | 7                                        | 9                                    |
| 1er down à la passe                    | 16                                       | 6                                    |
| 1er down suite pénalité                | 2                                        | 2                                    |
| Conversion de 3e down                  | 4/12                                     | 4/12                                 |
| Conversion de 4e down                  | 1/2                                      | 0/1                                  |
| Jeux–yards gagnés                      | 76 jeux pour 454 yards                   | 61 jeux pour 413 yards               |
| Yards à la course moyenne yards/course | 28 courses pour 144 yards 6 yards/course | 41 courses pour 218 6,8 yards/course |
| Yards à la passe                       | 310                                      | 195                                  |
| Passes : Réussies-Tentées-Interceptées | 30/48, 1 int.                            | 14/20, 0 int.                        |
| Réussite en zone rouge/chances         | 4/5                                      | 3/3                                  |
| TD                                     |                                          |                                      |
| Field Goals                            | 0/1                                      | 2/2                                  |
| Sacks (Nombre/Tot. Yards gagnés)       | 3/6                                      | 0/0                                  |
| Fumbles (Nombre/Perdus)                | 1/1                                      | 0/0                                  |
| Pénalités (Nombre/Yards perdus)        | 8/75                                     | 12/80                                |
| Temps de possession                    | 27:11                                    | 32:49                                |

| Meilleur joueur (MVP) |              |       |
| Nom                   | Équipe       | Poste |
| Ertz, Jesse           | Kansas State | QB    |

| Statistiques individuelles |                   |                                                              |
| Quaterbacks                |                   |                                                              |
| A&M                        | Knight, Trevor    | 30/48, 1 int., 310 yards, 3 TDs, 0 sack subi                 |
| KSU                        | Ertz, Jesse       | 14/20, 0 int., 195 yards, 1 TD, 3 sacks subis                |
| Meilleurs coureurs         |                   |                                                              |
| A&M                        | Ford, Keith       | 10 courses pour 86 yards nets gagnés, 1 TD (moy=8,6/course)  |
| KSU                        | Silmon, Justin    | 10 courses pour 77 yards nets gagnés, 0 TD, (moy=7,7/course) |
| Meilleurs receveurs        |                   |                                                              |
| A&M                        | Reynolds, Josh    | 12/18 réceptions pour 154 yards et 2 TDs                     |
| KSU                        | Heath, Dominique  | 4/4 réceptions pour 25 yards, 0 TD                           |
| Meilleurs tacleurs         |                   |                                                              |
| A&M                        | Washington, Shaan | 6 tacles en solo, 5 assistes, 1/2 sack                       |
| KSU                        | Lee, Elijah       | 5 tacles en solo et 7 assistes                               |